# Jàpet (mitologia)
Jàpet (en grec antic Ίαπετός, Iapetós) és un tità de la mitologia grega, fill d’Urà i Gea i germà de Cronos. Segons Hesíode, es va casar amb Clímene i va tenir quatre fills: Atles, Prometeu, Epimeteu i Meneci. Altres tradicions lliguen el seu nom a Àsia, Asopis o Líbia. Després de la Titanomàquia, Zeus el va confinar al Tàrtar amb els altres titans.